# FBC TV
FBC TV — развлекательный и новостной канал, базирующийся на Фиджи и вещающий на английском, хинди и фиджийском языках. Это третий рекламный канал, транслируемый бесплатно на Фиджи. Он был открыт 25 ноября 2011 года премьер-министром Фиджи — контр-адмиралом в отставке Фрэнком Байнимарамой. Он охватывает 90 % населения Фиджи. Fiji Television, Mai TV и PBS TV являются основными конкурентами FBC TV в стране. FBC TV управляется Fijian Broadcasting Corporation, компанией, которая также управляет 6 радиостанциями. Было продано телевизионных программ на сумму более 100 000 долларов, ещё до того, как они официально подписали контракт с эфиром.

## История
FBC TV поднял стандарты освещения местных телевизионных новостей, пригласив на несколько месяцев ведущего новозеландского продюсера новостей для обучения местных телеведущих и журналистов. Сигнал этого канала достигает мест на Фиджи, где раньше не было телевизионного сигнала.
Mai TV первым сломал монополию Fiji TV, но у него не было многолетнего доминирования на рынке и эксклюзивы, которые Fiji TV были предоставлены для укрепления своего положения и поддержки монополии. После чего, FBC, уже успешная радиовещательная компания, стала движущей силой, когда при поддержке правительства запустила FBC TV.
FBC TV получила эксклюзивные права на телетрансляцию конкурса «Мисс Мира 2012» на Фиджи. В октябре 2013 года он приобрел права на эксклюзивную трансляцию Премьер-лиги 2013-14 годов в прямом эфире. А также Кубок Созвездия 2013 года.
Правительство приняло Указ о телевидении, чтобы лишить эксклюзивный спортивный контент, принадлежащий Fiji TV, и сделать этот прибыльный контент доступным для испытывающего финансовые затруднения телеканала FBC TV, возглавляемого Риязом Сайедом-Хайюмом, его главным исполнительным директором. Официальная причина заключалась в том, что все фиджийцы должны иметь доступ к важным мировым событиям, включая виды спорта, чемпионат мира по регби, чемпионат мира по нетболу, Олимпиада, Игры Содружества, Тихоокеанские игры, Тихоокеанские мини-игры, Игры Coca-Cola, государственные похороны, результаты всеобщих выборов, обращение к национальному бюджету, парламентские слушания и многое другое. Это дало FBC TV права транслировать эти события в бесплатном эфире.

## Расширение
В августе 2016 года, когда Фиджи перешли на цифровое вещание, FBC запустила ещё два канала:FBC 2 и FBC Plus.
FBC 2 будет показывать зрителям контент из других частей мира, к которому обычные зрители не могут получить доступ на бесплатном телевидении.
FBC Plus предоставил зрителям передачи, которые транслировались на FBC TV, через три часа после их трансляции на FBC TV, чтобы те кто не успел смог их посмотреть. Например, если бы индийская мыльная опера «Павитра Ришта» вышла в эфир на FBC TV в 12:00, FBC Plus показала бы то же шоу в 15:00 вечера.
После успешного испытания платформы цифрового телевидения в коридоре Сува-Насину, первой в стране платформы цифрового телевидения, Валенси был запущен 25 июня 2018 года министром связи Айязом Сайедом-Хайюмом.
Служба цифрового телевидения зашифрована, и для просмотра всех закодированных каналов, в том числе и бесплатных, требуется телевизионная приставка, предоставляемая компанией «Walesi», из- чего в магазинах уже появляются телевизоры со встроенным DVB-T2. Поддержка видеокодека с MPEG4/H.264 для антенн бесполезна, поскольку у «Walesi» нет каких-либо спецификаций или сертификации цифрового приемника (с плоским экраном) (например, Freeview, используемого в Австралии и Новой Зеландии) для поддержки интегрированного цифрового телевидения (iDTV) в отличие от большинства других стран. По состоянию на январь 2023 года Education Channel является единственным действительно бесплатным каналом, который поддерживает iDTV (то есть не заблокирован-зашифрован) и может приниматься любым телевизором DVB-T2 без телеприставки «Walesi».

## Программы
Хинди
| - Aaina — Ток-шоу в ответ - Аладдин (Zee TV) (эфир в 2011—2016 гг.) - Хана Хазана |  | - Павитра Ришта (эфир в 2011—2019 гг.) - Яхан Майн Гхар Гхар Хели (эфир в 2012—2015 гг.) |  | - Субботний блокбастер - Мир Болливуда- Зинг TV (транслировался в 2011—2016 годах) |  | - Кубул Хай(эфир в 2015—2018 гг.) - Зинг музыкальные клипы (эфир в 2011—2016 гг.) |

iTaukei
| - Бати Ни Таноа (эфир в 2011—2018 гг.) [перезапущен в конце 2019 г.] - Воскресная церковная служба БГПТ |  | - Разговорное шоу FRU по регби |  | - На Вакекели |  | - На Ваке |  | - Души Иисусу (перенесено на MaiTV) |

Английский
| - Обоснованный - Во все тяжкие - Идти в ногу с Кардашьян (эфир в 2012—2014 гг.) - Альджазира (эфир с 2012 г.) - Команда А (эфир в 2011—2014 гг.) - Алькатрас (эфир в 2012—2013 гг.) [только 1 сезон] - Hawaii Five-O (эфир в 2012 г. — начале 2019 г.) - Сверхъестественное (эфир в 2017—2019 гг.) - Смертельное оружие (эфир 25 апреля 2018 г.) - Пинать и кричать (эфир, 2018-) - Выживший: Фиджи (эфир в 2018 г.) - Выживший: Миллениалы против поколения X (эфир в 2018 г.) - Зоопарк: сериал (вышел в эфир в 2016—2018 гг.) - Lois & Clark: The New Adventures of Superman (эфир в 2016—2018 гг.) - Arrested Development (TV series) (эфир 2012—2014 гг.) - Индийский документальный фильм |  | - Juke World (эфир с 2011 г.), [ведущие сменились] - Movie Tok (вышел в эфир с 2012 г.), [ведущего заменил Аллан Стивенс] - ПопКорн TV (эфир в 2011—2013 гг.) - Говорить откровенно - Студия 30 (3 сезон) - Хорошая жена (сезон 4) - Воскресное кино-безумие |  | - Милые обманщицы - Смелая и красивая - Ежедневное шоу (эфир в 2011—2014 гг.), [ведущий Джон Стюарт до прихода к власти Тревора Ноя ] - Адское свидание (эфир в 2011—2013 гг.) - Холмы (эфир 2011—2013 гг.) - Она написала убийство (эфир 2012—2014 гг.) |  | - Легенда о Брюсе Ли - Бизнес нации - The X Factor (британский сериал) (вышел в эфир с 2017 г.) - The X Factor (США) (эфир 2012—2016 гг.) - Мир футбола - CCTV 9 Документальный фильм - Франция 24 - Extreme Makeover: Home Edition |

Корейский
| - Железная Императрица - Чон До Чжон - Сестры Золушки |

## Детская программа
| - Ключи Блу |  | - Дора-исследовательница |  | - Дэнни фантом |  | - Улица Сезам |  | - Губка Боб Квадратные штаны |  | - Кунг-фу панда: Удивительные легенды |  |  |

## Подростковые ситкомы
| - Дрейк и Джош |  | - АйКарли |  | - Супа Ниндзя |  | - Двойной вызов 2000 |  | - Скриал «Аватар» |